# 풍골역

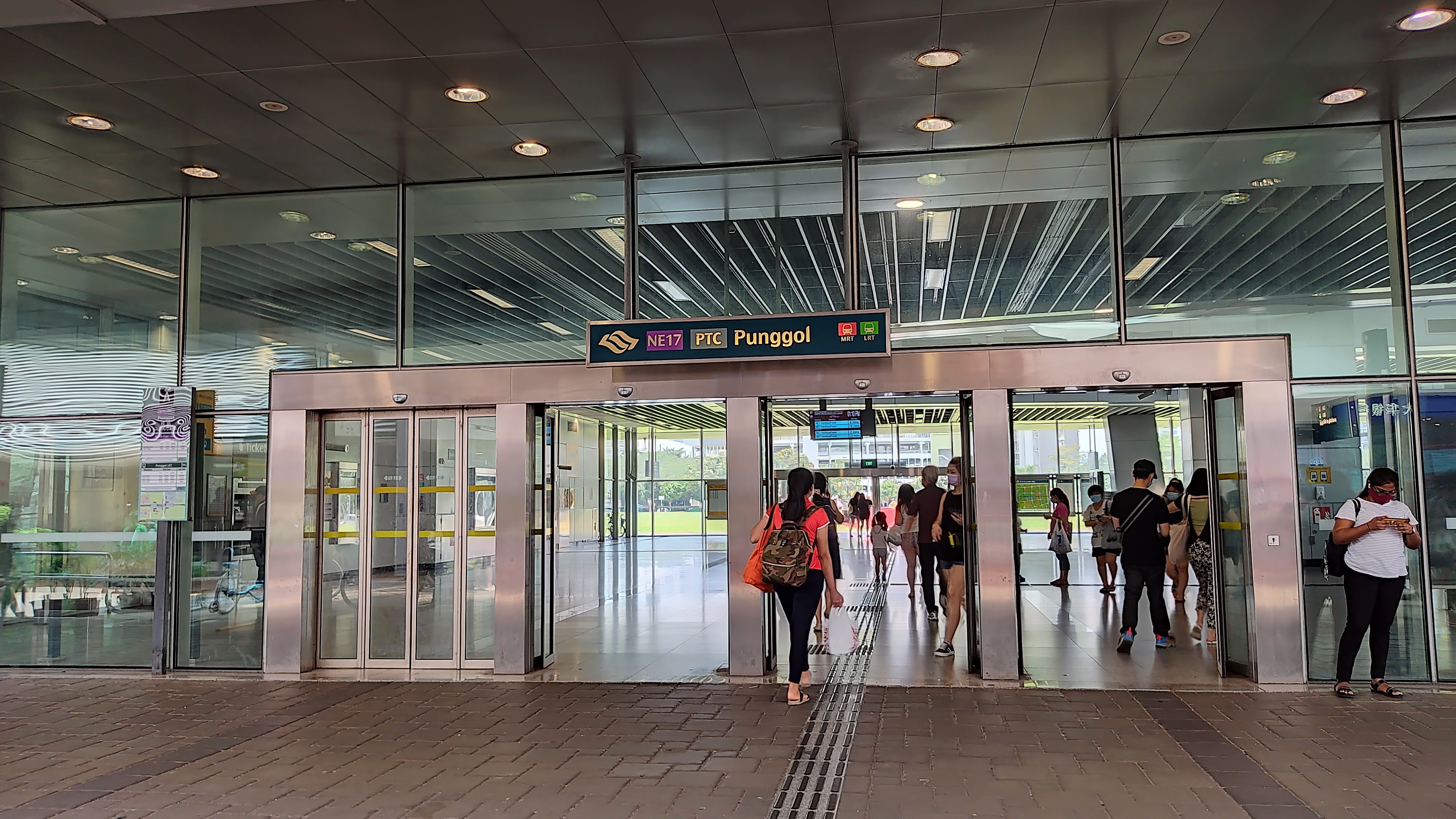

풍골역(Punggol MRT/LRT station)은 싱가포르 풍골에 있는 MRT(Mass Rapid Transit) 및 LRT(Light Rail Transit) 환승역이다. 노스이스트선(NEL)과 풍골 LRT(PGLRT) 사이의 환승역이자 풍골 계획구역 내에 위치한 유일한 MRT 역이다. 풍골 센트럴(Punggol Central)을 가로질러 뻗어 있는 이 역은 풍골 임시 버스 인터체인지(Punggol Temporary Bus Interchange)와 워터웨이 포인트(Waterway Point) 소매 개발 지역 옆에 위치해 있다.
이 역은 다른 NEL 역들과 함께 2003년 6월 20일에 완공되었다. 이 역은 2024년 풍골 코스트(Punggol Coast) 역이 완공될 때까지 북동선의 최북단 종착역이다. 2032년까지 이 역은 파시르리스역(Pasir Ris)에서 이어지는 미래 크로스 아일랜드 선(CRL) 풍골 확장의 종착역이 되어 3중 환승역이 될 것이다. 이 역은 NEL에서 가장 긴 320미터(350야드) 길이로 알루미늄과 강철 외장으로 이루어져 있어 역에 미래지향적이고 현대적인 느낌을 준다.